# Dancing in the city
Dancing in the city is een van de twee singles van Marshall Hain. Het is afkomstig van hun enige album Free ride.
Julian Marshall en Kit Hain mochten een album opnemen onder leiding van muziekproducent Christopher Neil. Dancing in the city werd uitgegeven ter promotie van dat album. Daarna volgde nog Coming home, dat veel minder succesvol werd. De kortstondige samenwerking werd beëindigd. Dancing in the city werd in de zomer van 1978 in o.a. thuisland het Verenigd Koninkrijk, Nederland en België in een eendagsvlieg.
In Nederland werd de plaat veel gedraaid op Hilversum 3 en werd een radiohit. De plaat bereikte de 7e positie in zowel de Nederlandse Top 40 als de TROS Top 50. In de Nationale Hitparade werd de 14e positie bereikt. In de op Hemelvaartsdag 1976 gestarte Europese hitlijst op Hilversum 3, de TROS Europarade, werd de 3e positie bereikt.
In België bereikte de single de 6e positie in de Vlaamse Ultratop 50 en de 7e positie in de Vlaamse Radio 2 Top 30.
Voor het popprogramma AVRO’s Toppop werd een videoclip opgenomen.
In 1978 verscheen van het nummer een cover onder de artiestennaam TBCV (Detlef Diebe). In 1987 in 1992 werden remixen van het origineel uitgebracht.
Na dit eenmalig succes werd Kit Hain songwriter voor haarzelf en onder meer Fleetwood Mac en later ook schrijver (literatuur).

## Hitnoteringen
Dancing in the city stond vijftien weken genoteerd in de Britse UK Singles Chart met als hoogste positie plaats 3. In de Amerikaanse Billboard Hot 100 stond het elf weken genoteerd, maar kwam niet verder dan plaats 43. In Duitsland stond het in de negentien weken notering een week op plaats 1. Ook in Zwitserland en Oostenrijk verkocht het goed.

### Nederlandse Top 40
| Positie: | 29 | 20 | 13 | 10 | 7 | 7 | 10 | 16 | 24 | 40 | uit |

### Nationale Hitparade
| Positie: | 47 | 25 | 19 | 17 | 15 | 14 | 16 | 18 | 21 | 37 | uit |

### TROS Top 50
Hitnotering: 03-08-1978 t/m 05-10-1978. Hoogste notering: #7 (2 weken).

### TROS Europarade
Hitnotering: 29-07-1978 t/m 11-11-1978. Hoogste notering: #2 (1 week).

### Vlaamse Radio 2 Top 30
| Positie: | 19 | - | 17 | 11 | 9 | 6 | 9 | 8 | 13 | 20 | uit |

### Vlaamse Ultratop 50
| Positie: | 27 | 23 | 20 | 16 | 11 | 7 | 7 | 8 | 13 | 18 | uit |

### NPO Radio 2 Top 2000
| Nummer met noteringen in de NPO Radio 2 Top 2000 | '99  | '00  |
| ------------------------------------------------ | ---- | ---- |
| Dancing in the city                              | 1990 | 1764 |

1. ↑  Een vetgedrukt getal geeft de hoogste notering aan.
2. ↑  Deze tabel is bijgewerkt tot en met de laatste editie (2024).